# 雲林縣立大埤國民中學
雲林縣立大埤國民中學（Yun-Lin County Dapi Junior High School），簡稱大埤國中、埤中。建立於民國59年（1970年），為雲林縣大埤鄉唯一的國民中學。

## 歷史
民國57年（1968年），中華民國政府實施九年國民義務教育，並在臺灣省展開「一鄉一國中」計劃，惟因大埤鄉內土地難覓，乃先以私立崇先中學為代用國中。1970年，台灣省政府教育廳派時任土庫國中校長王梁甫兼任籌備負責人，開始籌備設校，於8月1日奉該廳7月24日《府教二字第六八七一號令》正式成立，訂名「雲林縣立大埤國民中學」。教育廳派魯明為首任校長。
大埤國中校地產權至1988年才解決。1995年，其體育館落成啟用；1999年開辦營養午餐；次年復開辦附設國民補習學校。2019年改建操場為PU跑道。

## 歷任校長
大埤國中歷任校長如表：
| 任期 | 姓名   | 任職日期（民國）   | 備註               |
| ---- | ------ | ------------------ | ------------------ |
| 1    | 魯明   | 59年8月－66年3月   | 調至台北縣烏來國中 |
| 2    | 鄭玉藏 | 66年3月－74年12月  | 調至雲林縣東明國中 |
| 3    | 黃廷再 | 74年12月－82年3月  | 調至雲林縣莿桐國中 |
| 4    | 歐懋燐 | 82年3月－89年8月   | 調至雲林縣莿桐國中 |
| 5    | 劉銀讚 | 89年8月－93年8月   | 調至雲林縣四湖國中 |
| 6    | 劉雪貞 | 93年8月－100年7月  | 調至雲林縣東和國中 |
| 7    | 黃蘭櫻 | 100年8月－103年8月 | 退休               |
| 8    | 林萬車 | 103年8月－107年2月 | 退休               |
| 9    | 林忠億 | 107年2月－107年8月 | 代理               |
| 10   | 何鈞鼎 | 107年8月-今        |                    |

## 備註
1. ↑  2018年6月15日（第46屆畢業典禮）前的資料
2. ↑  110學年度第1學期的資料
3. ↑  2019年9月30日

## 外部連結
- （繁體中文）雲林縣立大埤國民中學 （页面存档备份，存于）
- （英文）Yunlin County Dapi Junior High School （页面存档备份，存于）